# 葦間山古墳
葦間山古墳（あしまやまこふん、芦間山古墳/徳持古墳）は、茨城県筑西市徳持（とくもち）にある古墳。形状は前方後円墳。筑西市指定史跡に指定されている。

## 概要
茨城県西部、小貝川・五行川合流点付近の東岸沖積地に築造された大型前方後円墳である。前方部は半分以上削平されて宅地化しているほか、前方部残存部は畑として利用され、後円部墳頂には小祠が祀られる。1953年（昭和28年）・1989年度（平成元年度）に測量調査が実施されているが、発掘調査は実施されていない。
墳形は前方後円形で、前方部を南東方向に向ける。墳丘外表では壺形土器・壺形埴輪・円筒埴輪が採集されている。また墳丘周囲で周濠の有無は明らかでない。埋葬施設も未調査のため明らかでない。
築造時期は、古墳時代前期の4世紀後半頃（前方後円墳集成編年3期前半）と推定される（かつては4世紀末-5世紀初頭や6世紀前半などと推定された）。被葬者は明らかでないが、新治国造の領域では最大規模の古墳であり、初代新治国造の比奈良珠命とする説がある。小貝川流域では最古級・最大規模の古墳であり、築造の背景として小貝川を介した河川交通を示唆する。茨城県内では同様に沖積地に築造された前期古墳としては星神社古墳（常陸太田市小島町）が知られるが、葦間山古墳の次代は台地上の灯火山古墳（筑西市村田）、星神社古墳の次代は台地上の梵天山古墳（常陸太田市島町）のように沖積地から台地上への変遷が共通しており、治水と土木技術を持った集団の流入・定着の構図が指摘される。
古墳域は1976年（昭和51年）に下館市指定史跡（現在は筑西市指定史跡）に指定されている。

## 遺跡歴
- 1953年（昭和28年）、測量調査（明治大学）[4]。
- 1976年（昭和51年）、下館市指定史跡に指定（現在は筑西市指定史跡）。
- 1989年度（平成元年度）、測量調査（筑波大学、1991年に報告）[2]。

## 墳丘
墳丘の規模は次の通り。

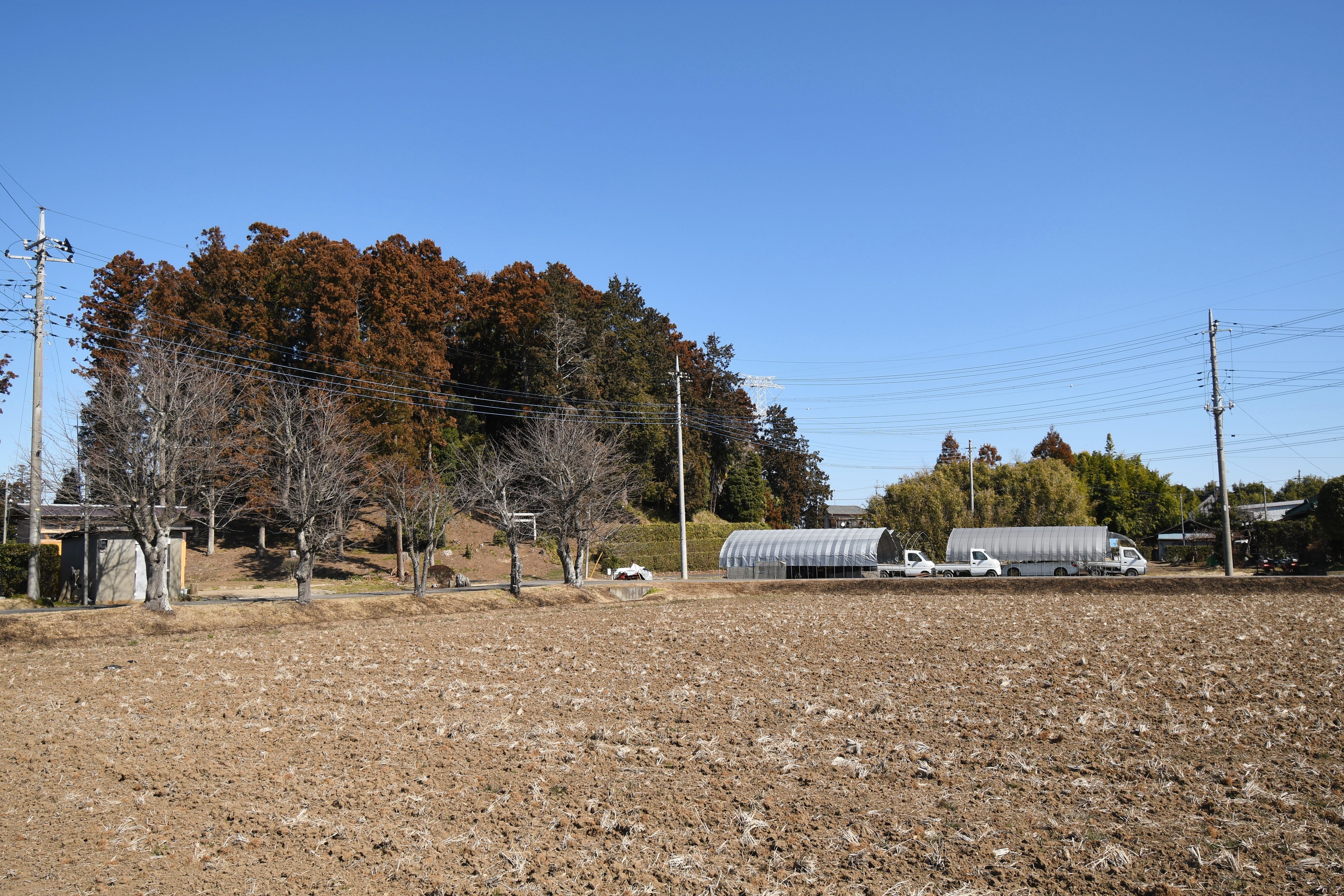
墳丘遠景左に後円部、右に前方部。

- 墳丘長：現存90メートル（推定復元141メートル）
- 後円部
  - 直径：82メートル
  - 高さ：10.5メートル
- 前方部
  - 長さ：現存30メートル
  - 高さ：現存3メートル

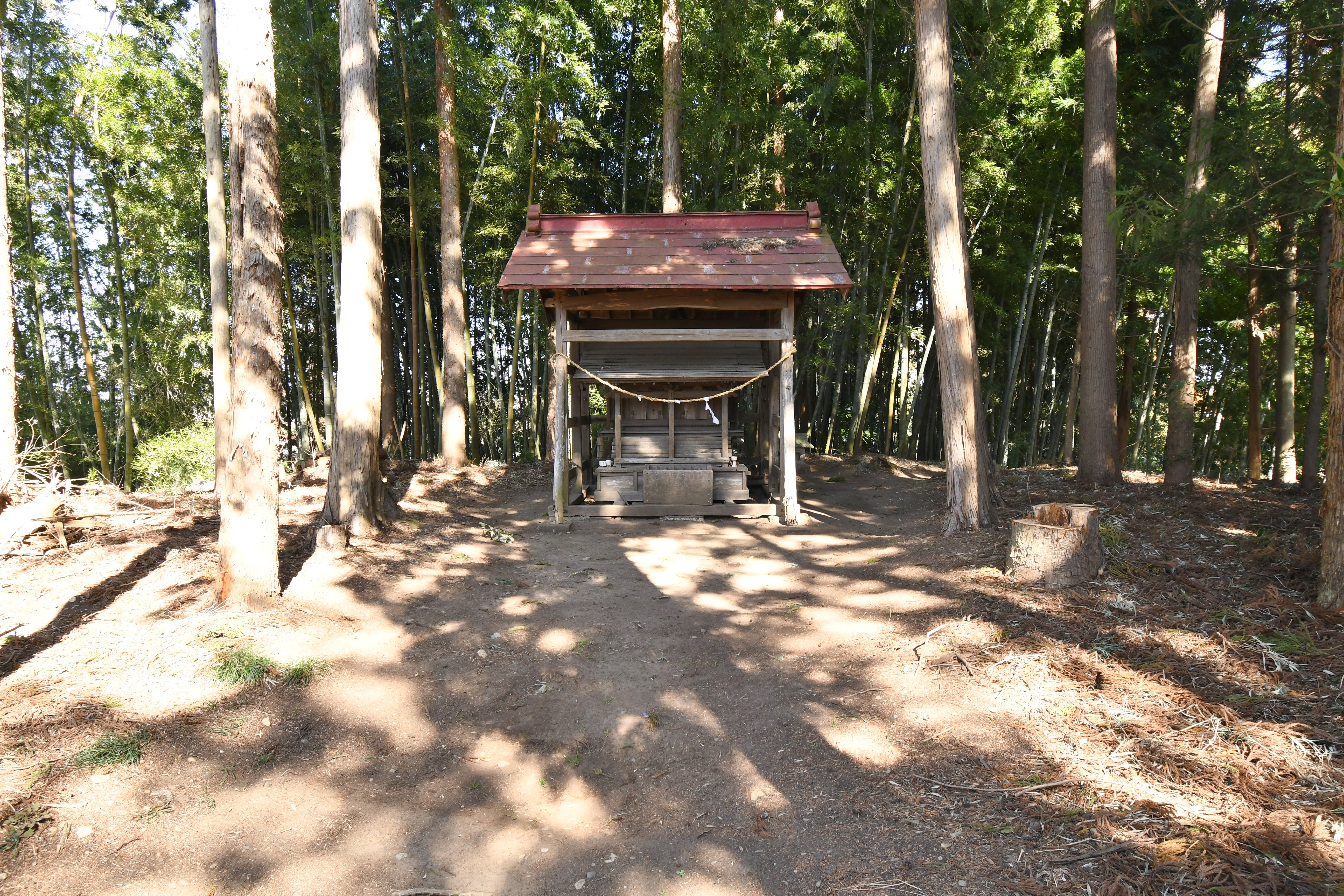
後円部墳頂
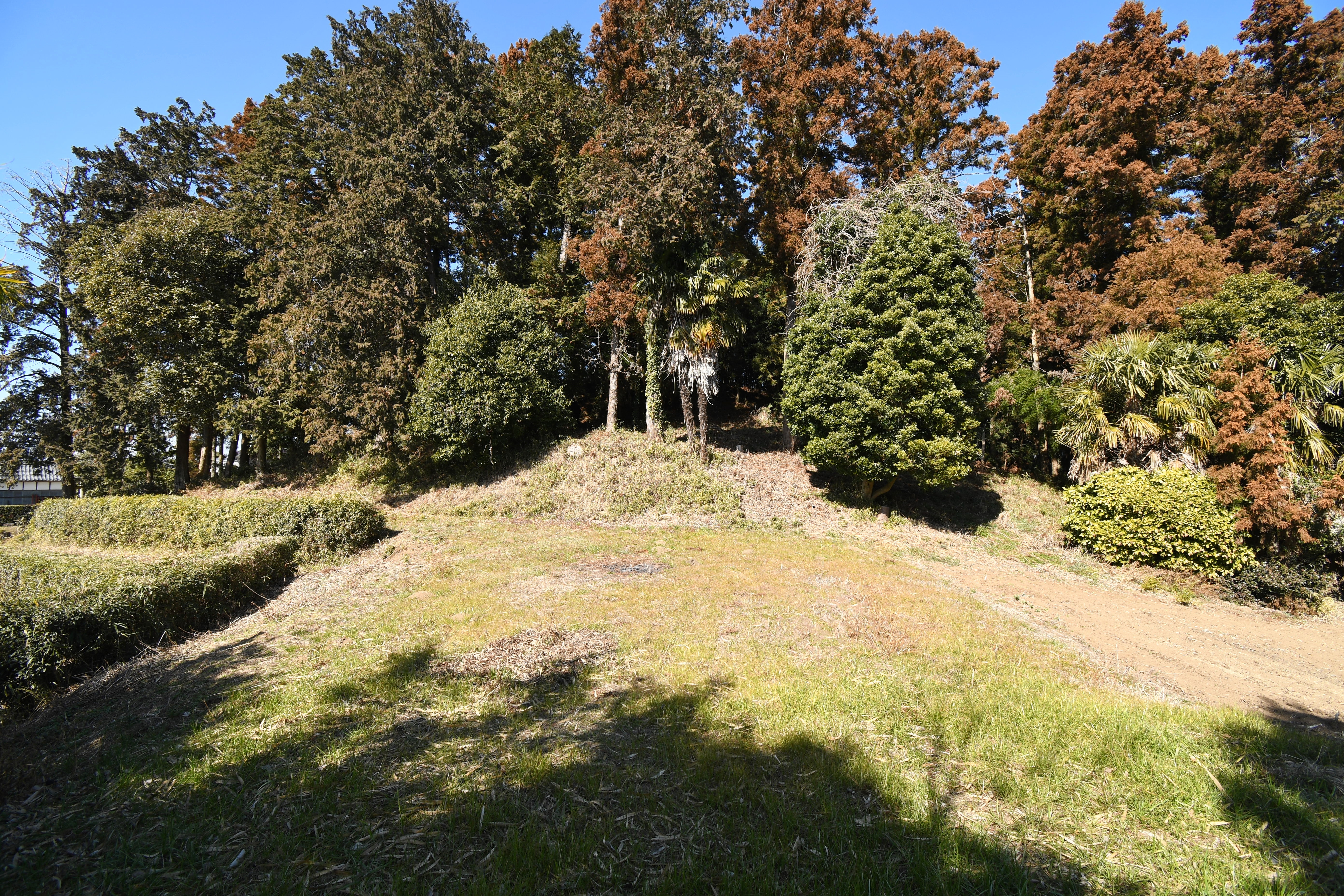
前方部から後円部を望む
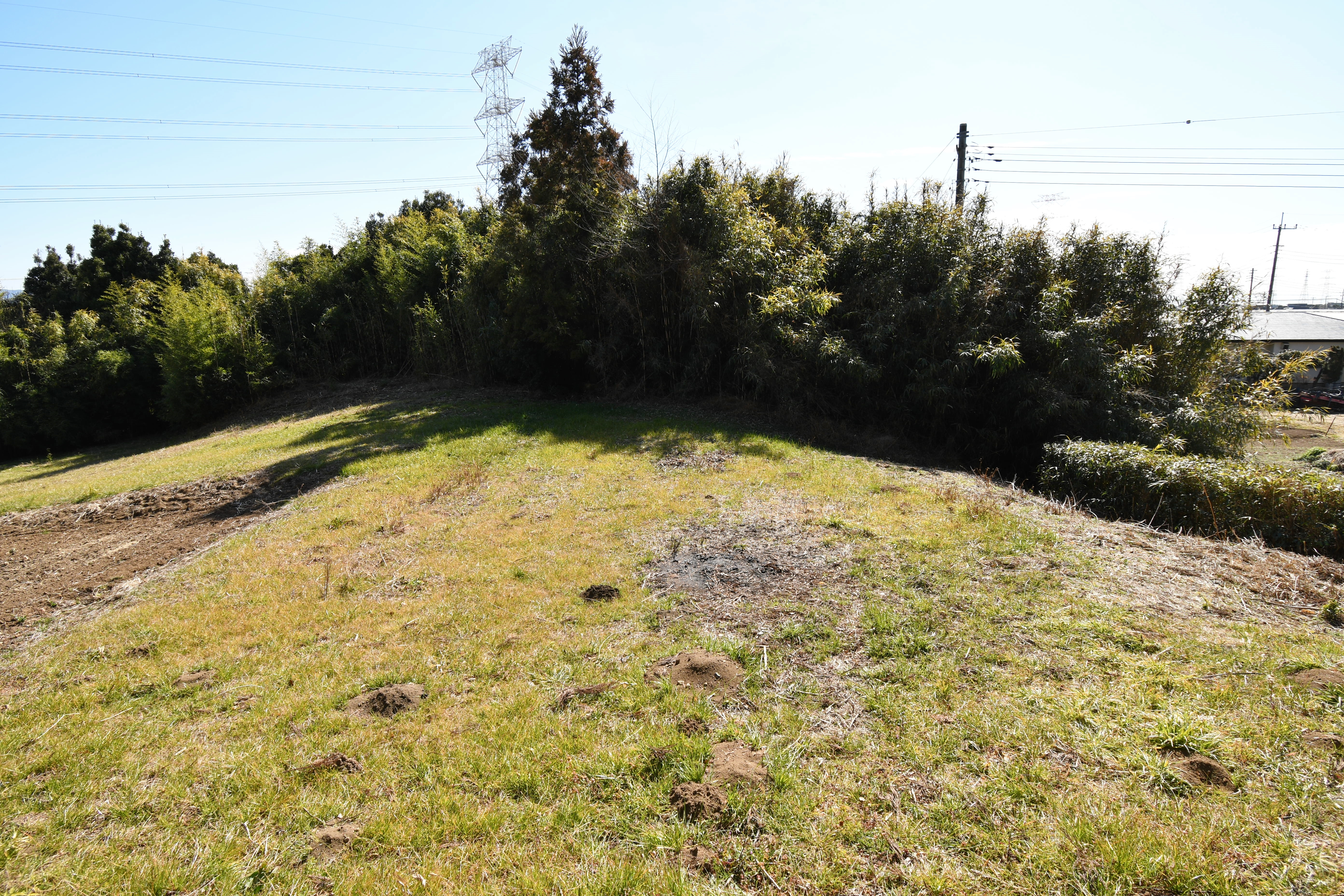
後円部から前方部を望む

## 文化財

### 筑西市指定文化財
- 史跡
  - 葦間山古墳 - 1976年（昭和51年）6月28日指定[5]。

## 関連文献
（記事執筆に使用していない関連文献）
- 「芦間山古墳」『茨城県史料』 考古資料編 古墳時代、茨城県、1974年。